# Дибиаси, Клаус
Кла́ус Дибиа́си (нем. Klaus Dibiasi; род. 6 октября 1947, Халль-ин-Тироль, Тироль) — итальянский прыгун в воду, трёхкратный олимпийский чемпион.

## Биография
Тренировался у своего отца Карло Дибиаси (1909 — 1984) — чемпиона Италии 1933—1936 годов. По олимпийским успехам сын значительно превзошел отца, лучшим результатом которого было 10-е место в 1936 году.
Считается[кем?] одним из лучших прыгунов в воду XX века.

## Спортивные достижения

### Олимпийские игры (5 медалей)
- Трёхкратный олимпийский чемпион:
  - 1968 — 10-метровая вышка
  - 1972 — 10-метровая вышка
  - 1976 — 10-метровая вышка
- Двукратный вице-чемпион Олимпийских игр:
  - 1964 — 10-метровая вышка
  - 1968 — 3-метровый трамплин

### Чемпионаты мира по водным видам спорта (9 медалей)
- Пятикратный чемпион мира:
  - Белград-1973 — 10-метровая вышка,
  - Кали-1975 — 10-метровая вышка,
- Двукратный серебряный призёр чемпионатов мира в прыжках с трамплина (1973, 1975)

### Прочие соревнования
- 3-кратный чемпион Европы в разных дисциплинах (1966—1974):
- 2-кратный серебряный призёр чемпионата Европы (1970)
- 8-кратный победитель Кубка Европы